# Lá chắn

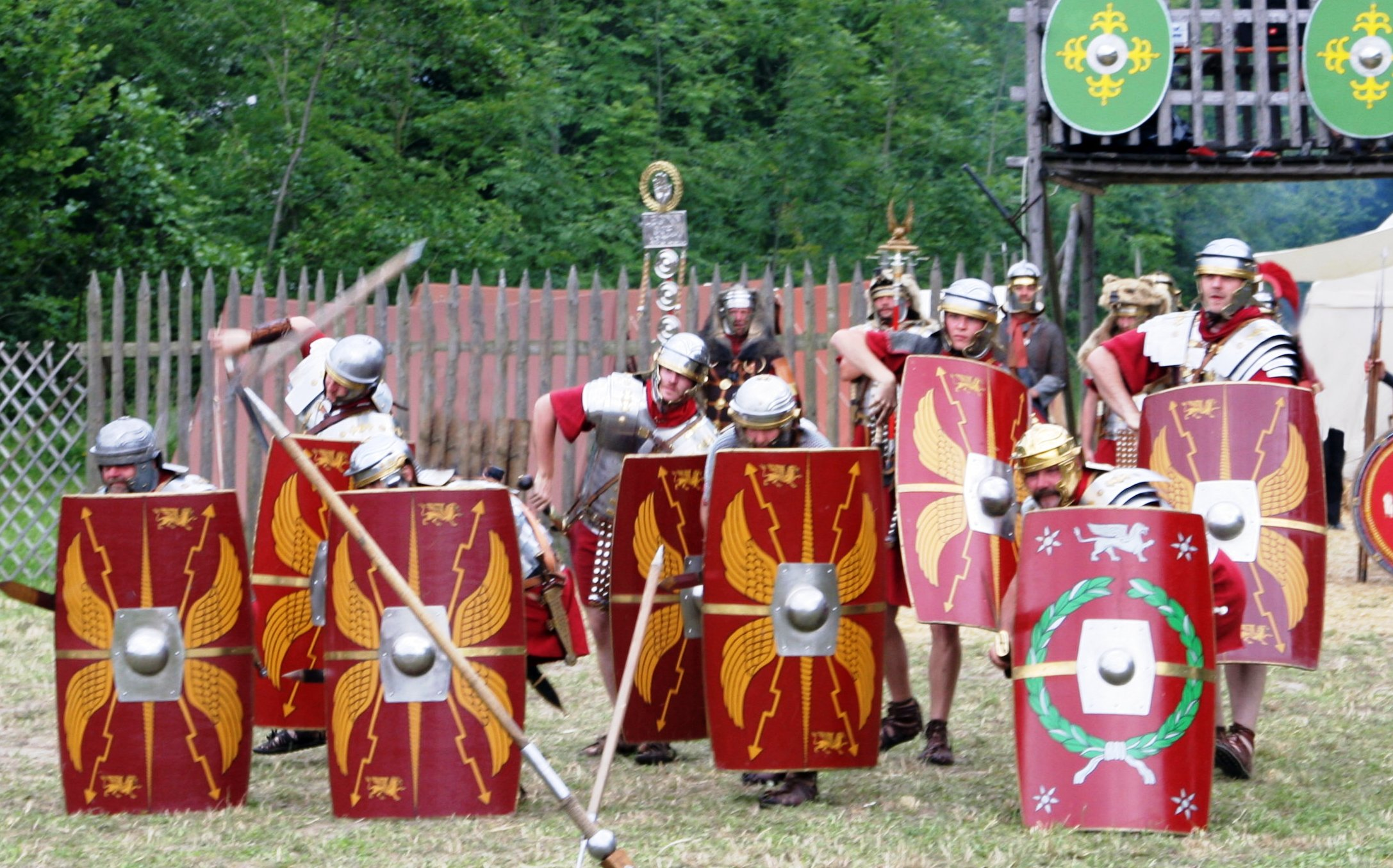
Một màn tái hiện đội quân viễn chinh Đế quốc La Mã với lá chắn.

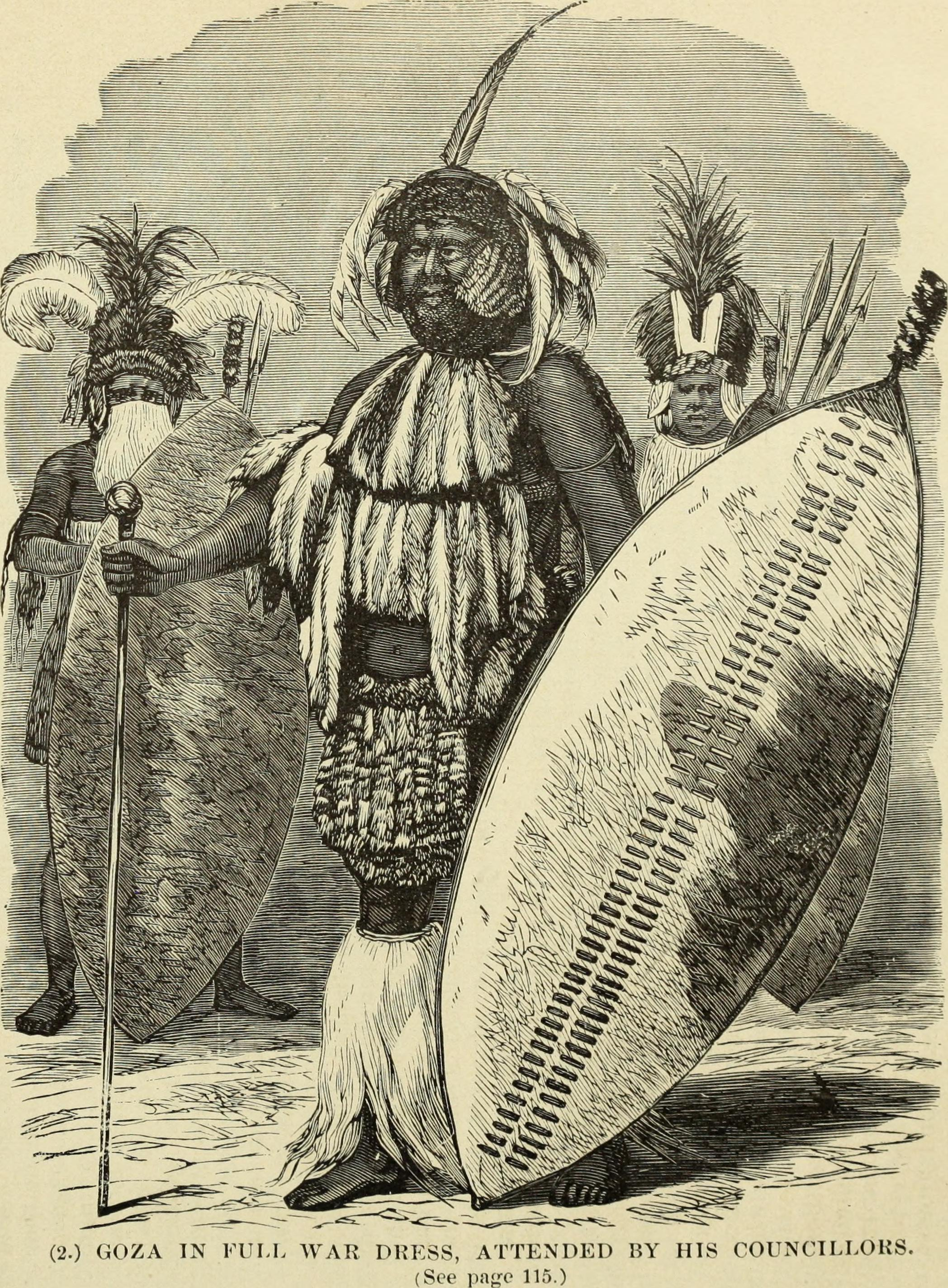
Tù trưởng người Zulu mạnh mẽ Goza và hai trợ tá của ông trong trang phục chiến tranh, tất cả đều mang khiên Nguni, c.1870. Kích thước của chiếc khiên trên cánh tay trái của tù trưởng biểu thị địa vị của ông và màu trắng của nó ám chỉ rằng ông là một người đàn ông đã có vợ.

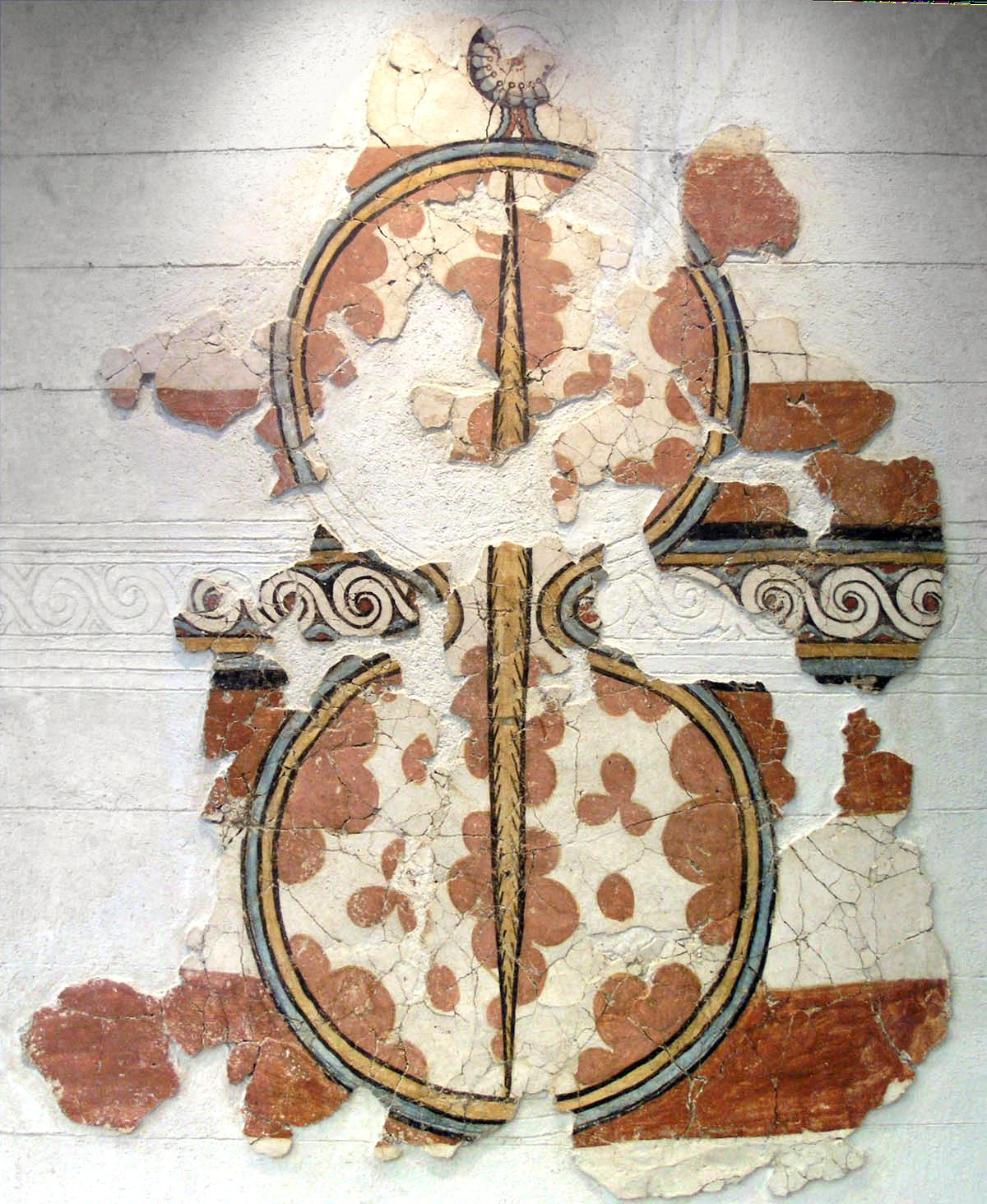
Bức tranh treo tường mô tả chiếc khiên "hình số tám" Hy Lạp của Mycenaean với dây treo ở giữa, thế kỷ 15 TCN, Bảo tàng Khảo cổ Quốc gia, Athens - Khuôn mặt của những chiếc khiên hình số tám khá lồi lõm. "Dây đeo" được trích dẫn có thể là sườn núi ở mặt trước (được biểu thị bằng hoa văn có thể nhìn thấy trên da bò) của tấm khiên.

Khiên hay lá chắn là một mảnh áo giáp cá nhân được giữ trong tay, có thể hoặc không được buộc vào cổ tay hoặc cẳng tay. Khiên được sử dụng để chặn các cuộc tấn công cụ thể, cho dù từ vũ khí tầm gần hoặc đạn như mũi tên, bằng cách ngăn chặn một cách chủ động, cũng như để bảo vệ thụ động bằng cách ngăn cản một hoặc nhiều cách tấn công trong khi chiến đấu.
Khiên khác nhau rất nhiều về kích thước và hình dạng, khác nhau, từ tấm lớn để bảo vệ toàn bộ cơ thể của người sử dụng như là mô hình nhỏ được dành cho sử dụng chiến đấu chỉ dùng tay. Khiên cũng thay đổi rất nhiều về độ dày; trong khi một số tấm khiên được làm bằng ván gỗ tương đối sâu, thấm nước để bảo vệ binh lính khỏi tác động của giáo và tên nỏ, một số khác mỏng hơn và nhẹ hơn và được thiết kế chủ yếu để làm chệch hướng lưỡi kiếm đâm vào. Cuối cùng, các tấm khiên có sự khác nhau rất nhiều về hình dạng, từ tròn đến góc, tỷ lệ chiều dài và chiều rộng, đối xứng và mô hình cạnh; các hình dạng khác nhau cung cấp sự bảo vệ tối ưu hơn cho bộ binh hoặc kỵ binh, tăng cường tính di động, cung cấp các mục đích sử dụng thứ cấp như bảo vệ tàu hoặc đóng vai trò vũ khí, v.v.
Trong thời tiền sử và trong thời đại của những nền văn minh đầu tiên, khiên được làm bằng gỗ, da động vật, lau sậy hoặc gỗ mỏng được đan lát hoặc bện lại. Trong thời cổ đại, Cuộc xâm lược của người man rợ và thời Trung cổ, chúng thường được làm bằng cây dương, hoặc một loại gỗ chống chẻ khác, được bọc trong một số trường hợp bằng vật liệu như da thuộc hoặc da thô và thường được gia cố bằng kim loại bọc ngoài, viền ngoài hoặc gia cố bằng các dải băng kim loại. Khiên được bộ binh, hiệp sĩ và kỵ binh sử dụng.
Tùy thuộc vào thời đại và địa điểm, khiên có thể là hình tròn, hình bầu dục, hình vuông, hình chữ nhật, hình tam giác, hình hai cạnh hoặc vỏ sò. Đôi khi, chúng mang hình dạng của hình thoi, hoặc có những lỗ tròn trên nền hình chữ nhật có thể là một lỗ cho mắt nhìn xuyên qua khi được sử dụng trong chiến đấu. Tấm khiên được giữ bởi một tay cầm trung tâm hoặc bằng dây đai với một số đi qua hoặc xung quanh cánh tay của người dùng và một hoặc nhiều tay cầm được giữ bằng tay.
Thông thường các tấm khiên được trang trí bằng một mô hình sơn hoặc một đại diện động vật để thể hiện quân đội hoặc gia tộc của họ. Những thiết kế này được phát triển thành các thiết bị huy hiệu được hệ thống hóa trong thời Trung cổ cho mục đích nhận dạng chiến trường. Ngay cả sau khi đưa thuốc súng và súng vào chiến trường, khiên vẫn tiếp tục được sử dụng bởi một số nhóm. Ví dụ, vào thế kỷ 18, các chiến binh vùng cao Scotland thích sử dụng những chiếc khiên nhỏ được gọi là targes, và vào cuối thế kỷ 19, một số dân tộc không công nghiệp hóa (như chiến binh người Zulu) đã sử dụng chúng khi tiến hành chiến tranh.
Trong thế kỷ 20 và 21, các tấm khiên đã được sử dụng bởi các đơn vị quân đội và cảnh sát chuyên dụng thực hiện các hành động chống khủng bố, giải cứu con tin, kiểm soát bạo loạn và phá các cuộc bao vây.

## Liên kết
- Myarmoury.com, The Shield: An Abridged History of its Use and Development.
- Baronage.co.uk, The Shape of the Shield in heraldry.
- Era.anthropology.ac.uk, Shields: History and Terminology, Anthropological Analysis.
- Hadesign.co.uk Lưu trữ ngày 8 tháng 6 năm 2010 tại Wayback Machine, The Buckler, The Sussex Rapier School.
- Classical Greek Shield Patterns.